# Phytoecia rabatensis
Phytoecia rabatensis là một loài bọ cánh cứng trong họ Cerambycidae.